# Plans de Sió
|  | Aquest article tracta sobre l'espai natural. Si cerqueu el municipi, vegeu «els Plans de Sió». |

Plans de Sió és un espai natural protegit situat a cavall entre les comarques de l'Urgell i la Segarra, tot i que una petita part pertany a la Noguera. S'emplaça dins els municipis d'Agramunt, Puigverd d'Agramunt, Oliola, Torrefeta i Florejacs, els Plans de Sió, Tàrrega, Tornabous, Tarroja de Segarra, Barbens i Ossó de Sió.

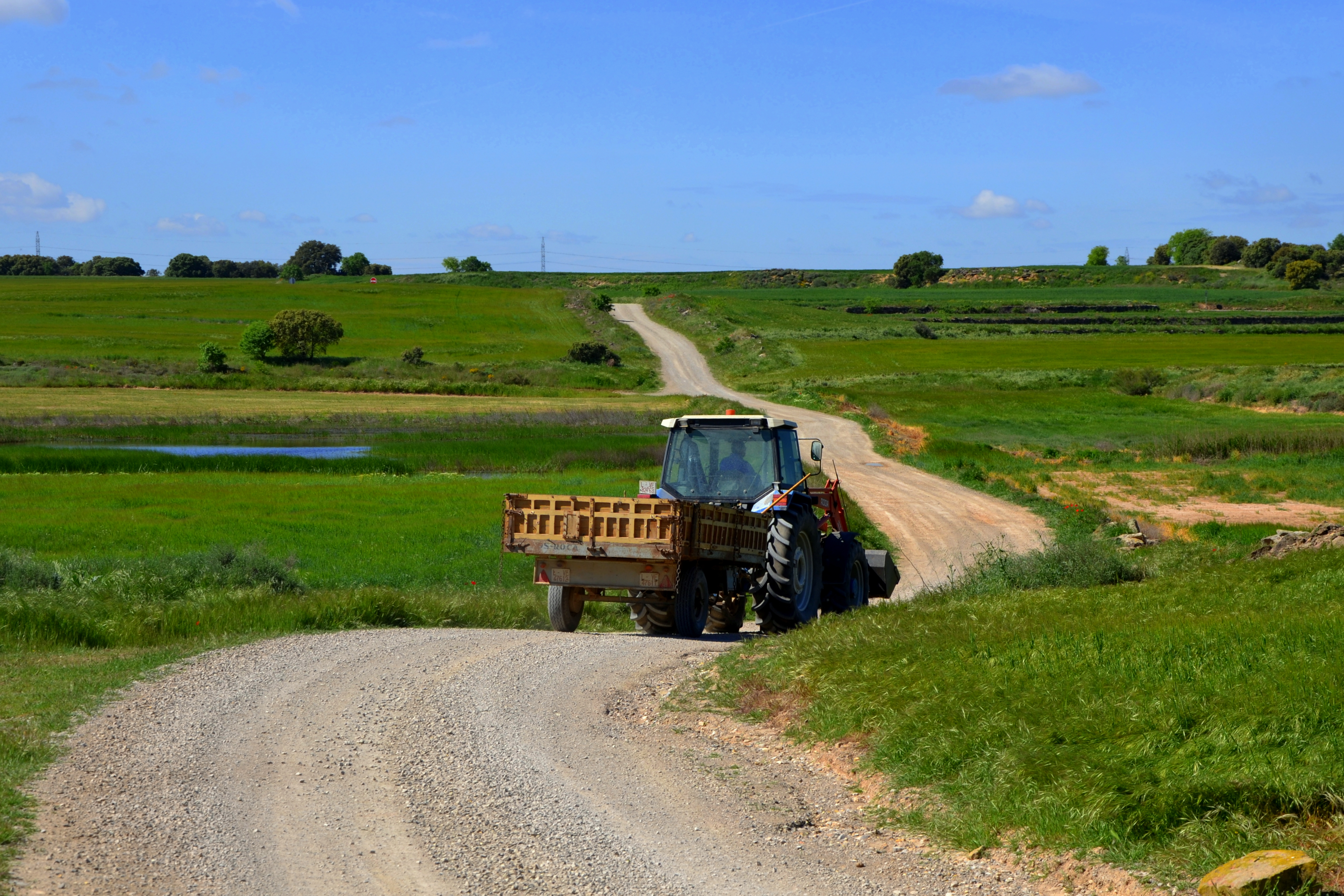
Paisatge agrícola

La majoria de l'espai natural, declarat zona d'especial protecció per a les aus (ZEPA), està ocupat per zones agrícoles, de cereal de secà en major part, i per petites extensions d'arbredes naturals d'esclerofil·les amb sotabosc arbustiu. Presenta una orografia ondulada, amb predomini del paisatge agrari i vessants de suaus turons.

## Vegetació
El 97% de la superfície de Plans de Sió està ocupada per l'activitat agrícola de secà, concretament per conreus herbacis extensius, facilitat per la topografia pràcticament plana de l'espai. La superfície que ha conservat la vegetació natural es distribueix pels extrems de l'espai, coincidint amb les zones més humides properes als cursos d'aigua naturals. La major varietat vegetal es concentra a l'extrem nord oest de l'espai protegit. Hi coexisteixen àrees ocupades per brolles de romaní amb foixarda, llistonars de terra baixa i espartars d'albardí. A la punta nord, a l'est del poble de Renant i coincidint amb el curs del barranc de la Pisquera, hi apareixen carrascars, màquies i garrigues amb càdec. S'hi emplaça també una petita extensió de jonqueres de jonc boval. Sota el nucli urbà de Claravall hi apareixen petites àrees ocupades pels matollars halòfils mediterranis i matollars halonitròfils.

## Fauna

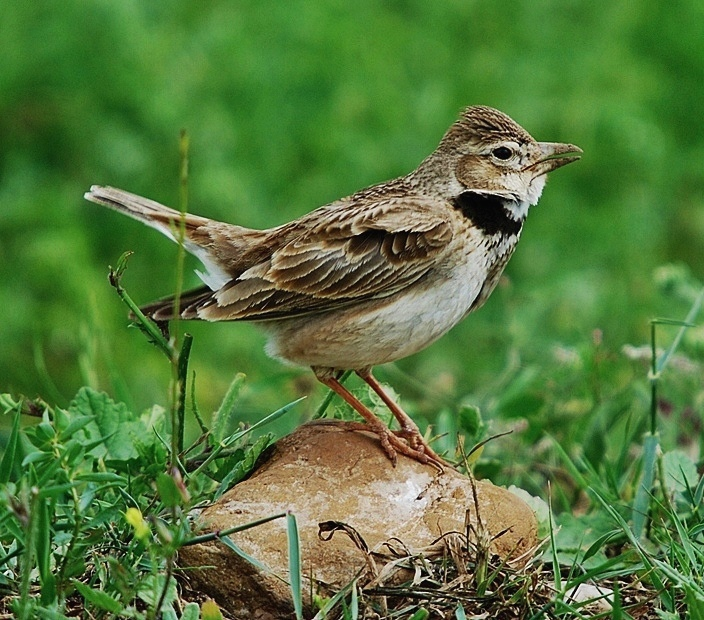
Calàndria (Melanocorypha calandra)

Aquest ambient agrícola de secà i de caràcter estèpic ha permès que en aquestes planes s'hi mantinguin algunes de les espècies d'ocells més interessants i amenaçades de Catalunya com el sisó, el gaig blau, la calàndria, el xoriguer petit i l'esparver cendrós. També és una zona important per a la terrerola vulgar, l'arpella pàl·lida i la calàndria que utilitzen els erms i guarets per a la nidificació, 
La presència de zones de carrascar permeten una gran diversificació en l'àmbit de les aus amb poblacions interessants de característiques molt més forestals, entre els quals es pot destacar el colltort (Jynx torquilla), l'astor (Accipiter gentilis) i el tallarol de garriga (Sylvia cantillans).
Les poblacions de rapinyaires estan ben representades, tant en espècies diürnes com l'àguila cuabarrada (Hiereatus fasciatus), daurada (Aquila chrysaetos) i calçada (Hieraetus pennatus) que possiblement nidifica amb 1-5 parelles, igual que l'àguila marcenca (Circaetus gallicus). De les espècies nocturnes destaquen el mussol comú (Athene noctua), xot (Otus scops) i gamarús (Strix aluco).